# Gnomulus aborensis
Espèce
Synonymes
- Pelitnus aborensis Roewer, 1913

Gnomulus aborensis est une espèce d'opilions laniatores de la famille des Sandokanidae.

## Distribution
Cette espèce est endémique d'Arunachal Pradesh en Inde. Elle se rencontre dans le district du Siang oriental vers Rotung.

## Description
Le syntype mesure 6 mm.
Les mâles mesurent de 5,88 à 6,78 mm et la femelle 6,13 mm.

## Systématique et taxinomie
Cette espèce a été décrite sous le protonyme Pelitnus aborensis par Schwendinger en 1992. Elle est placée dans le genre Gnomulus par Martens et Schwendinger en 1998.

## Étymologie
Son nom d'espèce, composé de abor et du suffixe latin -ensis, « qui vit dans, qui habite », lui a été donné en référence au lieu de sa découverte, les Abor Hills.

## Publication originale
- Roewer, 1913 : « Zoological Results of the Abor Expedition 1911-12. Arachnida II: Opiliones. » Records of the Indian Museum, vol. 8, p. 203–207 (texte intégral).